# Monte Formaggio
Il monte Formaggio è una montagna della provincia di Caltanissetta che sorge nel territorio del comune di Mazzarino.

## Geologia
È un rilievo di arenaria dalla caratteristica forma conico-piramidale causata dall'erosione eolica.

## Flora
La vegetazione del monte è costituita da praterie ad ampelodesma, da macchia a palma nana e a cisto, e da rimboschimenti ad Eucaliptus.

Il monte è inoltre il locus tipicus di due rare orchidee endemiche della Sicilia: Ophrys mirabilis e Ophrys subfusca flammeola.